# Löffelspitze (Venedigergruppe)
Die Löffelspitze, auch Große Löffelspitze oder Großer Löffler,  ist ein 3190 m ü. A. hoher Berggipfel des Prettaukamms in der Venedigergruppe. Der Gipfel liegt im Nordwesten Osttirols und ist der höchste Punkt des Prettaukamms. Die Löffelspitze wurde erstmals am 25. Juli 1878 durch Josef, Karl und Eduard Daimer mit Johann Niederwieser bestiegen.

## Lage
Die Löffelspitze liegt in der Gemeinde St. Jakob in Defereggen knapp südlich der Staatsgrenze zu Italien. Im Süden trennt die Glockhausscharte (2968 m ü. A.) die Löffelspitze vom Glockhaus (3103 m ü. A.) bzw. vom Glockhauskamm. Im Norden bildet die Löfflerscharte (2968 m ü. A.) die Abgrenzung zum Löfflergrat bzw. dessen Südwestgipfel (3124 m ü. A.). Nördlich der Löffelspitze verläuft das Südtiroler Röttal, im Westen befindet sich das Arvental, im Osten das Schwarzachtal. Nördlich besteht mit dem Rötfleckkees ein kleiner Gletscher, ebenso findet sich am Südostabhang der Löffelspitze ein unbenannter Gletscherrest. Die Bergflanken der Löffelspitze sind durch den Nationalpark Hohe Tauern unter Naturschutz gestellt.

## Aufstiegsmöglichkeiten
Als Ausgangspunkt für die Besteigung der Löffelspitze eignet sich die Oberhausalm im Schwarzachtal, von der aus der Anstieg zunächst nach Nordwesten in Richtung Jagdhausalm erfolgt. Im Bereich der Jagdhausalm trifft das Schwarzachtal mit dem Arvental zusammen, wobei sich beide Täler für den weiteren Anstieg eignen. Vom Arvental aus führt der Weg über die Reste des Aventalkees in die Glockhausscharte und über den Südgrat zum Gipfel (III). Der Südgrat ist extrem brüchig. Diese Variante ist daher heikel, da vernünftiges Sichern faktisch unmöglich ist. Beim Aufstieg durch das Schwarzachtal steigt man über die Gletscherreste in die Löfflerscharte auf und folgt danach dem Nordgrat (II).